# La Espigadilla (Los Santos)
La Espigadilla es un corregimiento ubicado en el distrito de Los Santos en la provincia panameña de Los Santos. En el año 2010 tenía una población de 1 675 habitantes y una densidad poblacional de 59,7 personas por km².

## Toponimia y gentilicio
Toma su nombre de la espigadilla una especie de hierba de la familia Rubiaceae.

## Geografía física
La Espigadilla se encuentra ubicada en las coordenadas 07°52′00″N 80°23′00″O / 7.86667, -80.38333. De acuerdo con los datos del INEC el corregimiento posee un área de 28.1 km².

## Demografía
De acuerdo con el censo del año 2010, el corregimiento tenía una población de unos 1,675 habitantes. La densidad poblacional era de 59.7 habitantes por km². 